# Gare de Villefranque
Gare de Villefranque – przystanek kolejowy w Villefranque, w departamencie Pireneje Atlantyckie, w regionie Nowa Akwitania, we Francji. Villefranque jest przystankiem Société nationale des chemins de fer français (SNCF) i jest obsługiwana przez pociągi regionalne Akwitanii (TER Aquitaine).
Villefranque znajduje się na 206.882 kilometrze (wysokość 7 m) linii Bajonna – Saint-Jean-Pied-de-Port, między stacją Bayonne i Ustaritz.